# Șahtarske, Pavlohrad
Șahtarske (în ucraineană Шахтарське) este un sat în comuna Bohdanivka din raionul Pavlohrad, regiunea Dnipropetrovsk, Ucraina.

## Demografie
Componența lingvistică a localității Șahtarske
     Rusă (68,97%)
     Ucraineană (31,03%)
Conform recensământului din 2001, majoritatea populației localității Șahtarske era vorbitoare de rusă (68,97%), existând în minoritate și vorbitori de ucraineană (31,03%).